# 羅賓發動機
羅賓發動機（日語：ロビンエンジン）乃是日本斯巴鲁公司（前身為富士重工業）使用的品牌名稱，產品範圍包含泛用型發動機、發電機、幫浦、雪上摩托車、卡丁車引擎等。「Robin」是知更鳥之意，體型雖小，但每天一早起床且工作勤奮，故該公司以此為名。

## 歷史與概要
富士重工業生產泛用型發動機的歷史，最早可以回溯至兔子速克達的引擎。1956年5月該公司開始以「羅賓」為品牌，推出泛用型氣冷式汽油發動機KD11型；1978年已經生產了1百萬部EY18型四衝程發動機。1980年2月搭載羅賓發動機的T-4型曳引機問世，同年9月該公司正式完成註冊「羅賓」商標。1993年該公司在美國成立羅賓美國公司（（英文）Robin America, Inc.），著眼於該地市場廣大，翌年9月在美國本土創設羅賓美國製造公司（（英文）Robin Manufacturing U.S.A., Inc.）。1998年前往德國設立羅賓歐洲公司，1999年9月在中國江蘇省常州市設立常州富士常柴羅賓汽油機有限公司，2001年5月開始投產。
其中原來生產農業用耕耘機的富士羅賓公司，2013年被牧田吸收合併。

## 內部連結
- 富士兔子速克達

## 外部連結
- （日語）日語官方網站 （页面存档备份，存于）
- （英文）英語官方網站 （页面存档备份，存于）